# Mispila nicobarica
Mispila nicobarica là một loài bọ cánh cứng trong họ Cerambycidae.